# Иридий
Иридият е химичен елемент от 8Б група, 6 период. Има пореден номер Z=77 и атомна маса 192,217 (средно), температура на топене 2739 K и температура на кипене 4701 K. Той не реагира с киселини.